# Убивства за абеткою
«Убивства за абеткою» (англ. The A.B.C. Murders) — роман англійської письменниці Агати Кристі 1936 року, вперше опублікований видавництвом «Collins Crime Club» 6 січня 1936 року. Основними персонажами роману є Еркюль Пуаро, капітан Гастингс і старший інспектор Джепп.

## Сюжет
Серійний убивця вбиває нічим між собою не зв'язаних людей за абеткою їхніх імен: Аліса Ашир з Андовера («А»), Бетті Бернард із Бексхіллонсі («Б») тощо. Вбивця відправляє Еркюлю Пуаро лист перед кожним убивством, повідомляючи, де й коли буде скоєно черговий злочин.
Пуаро й поліція щораз прибувають занадто пізно. Вбивця з ABC («Ей-бі-сі»), і на місці кожного злочину поруч із тілом залишає довідник ABC Railway Guide.
Пуаро й поліція в замішанні, поки ланцюжок доказів не наводить їх на думку про те, що вбивця — комівояжер, який продає панчохи. Потім відбувається вбивство, що передбачалося вбивцею на букву «Д», але гине інша людина. Після чого продавець панчіх Олександр Бонапарт Каст приходить у поліцію й здається. Здавалося б, справа закрита, але Каст, що зізнався у вбивствах, стверджує, що вперше чує про Еркюля Пуаро, і не може пояснити появу листів. Каст хворіє на епілепсію і в нього трапляються провали в пам'яті. Він зізнається, що не пам'ятає здійснення вбивств, але думає, що саме він їх зробив, оскільки щораз виявлявся біля місця злочину. Однак поліція говорить, що в нього є алібі на час другого вбивства — він грав у доміно з одним з постояльців готелю. Однак поліція вважає, що алібі не актуальне, тому що є доказ провини Каста. Пуаро спочатку підозрює, а потім і доводить, що Каст невинний, і знаходить справжнього вбивцю.

## Персонажі
- Еркюль Пуаро — приватний детектив
- Капітан Гастингс — друг і партнер Еркюля Пуаро
- Старший інспектор Джепп зі Скотленд-Ярду

### Інші персонажі й підозрювані
- Франц Арчер — чоловік першої жертви, Аліси Арчер
- Мері Дроуер — племінниця першої жертви
- Дональд Фрейзер — ревнивий друг другої жертви, Бетті Бернард
- Меган Бернард — сестра другої жертви
- Франклін Кларк — брат третьої жертви, Кармайкла Кларка
- Тора Грей — приваблива секретарка третьої жертви
- Олександр Бонапарт Каст — продавець панчіх, який бачив жертв незадовго до вбивств

1. ↑  (unspecified title) — ISBN 972-38-1320-3